# Province de Sourkhan-Daria
Pour les articles homonymes, voir Daria.

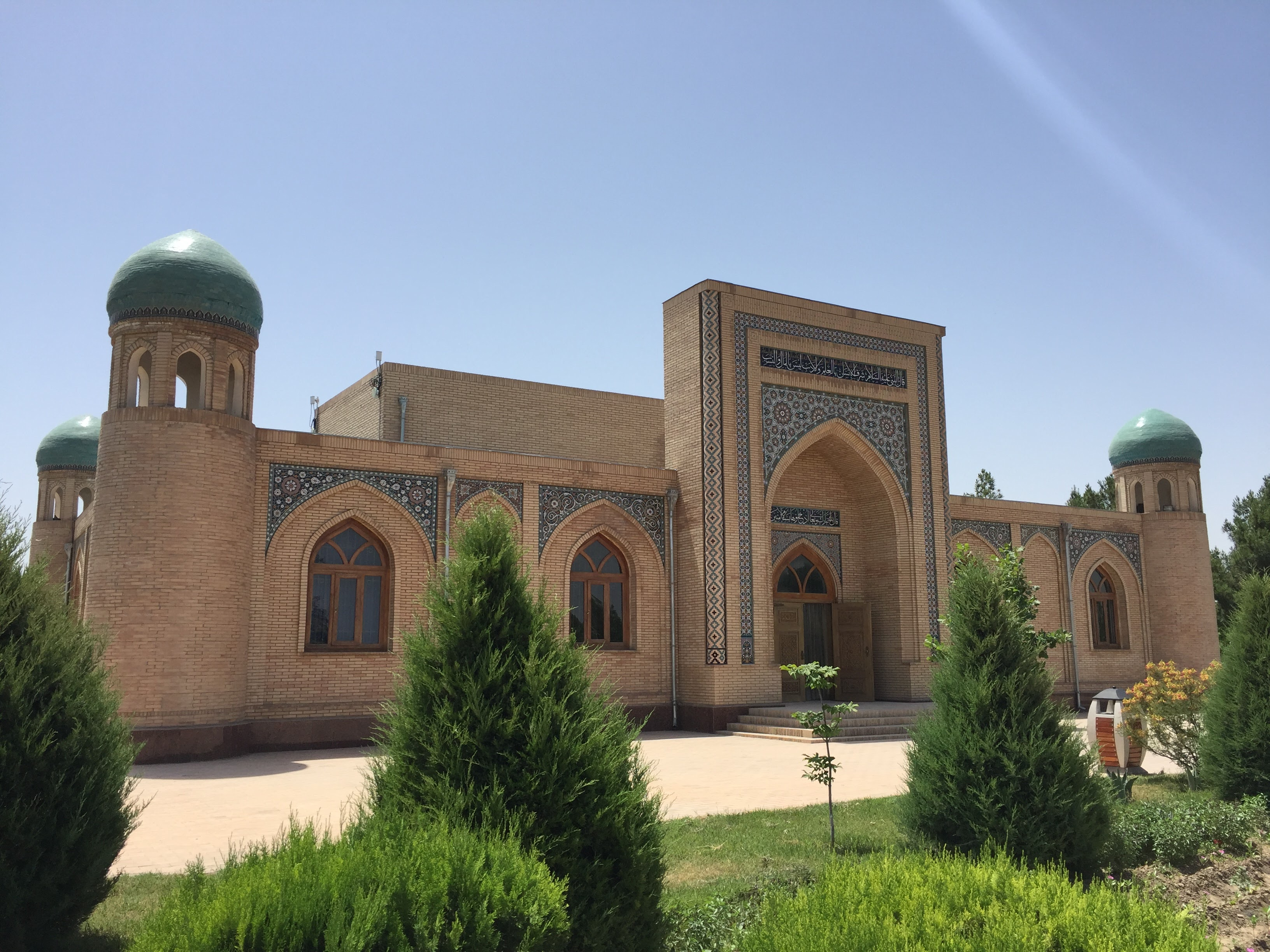
Mausolée de Hakim al-Termezi à Termez

La province de Sourkhan-Daria (en ouzbek : Surxondaryo viloyati) est une des 12 provinces de l'Ouzbékistan. Sa capitale administrative est la ville de Termez. Elle a été formée le 6 mars 1941 par un décret du présidium du Soviet suprême d'URSS.
La province de Sourkhan-Daria s'étend sur 20 800 km2. Elle est bordée au nord et à l'est par le Tadjikistan, au sud par l'Afghanistan, à l'ouest par le Turkménistan et la province de Kachkadaria.

## Géographie
La partie centrale et méridionale de la province sont formées de plaines. Le nord est traversé par les monts Hissar, l'ouest et le nord-ouest sont dominés par le mont Baïssountaï (4 425 m) et le mont Kouguitangtaou (3 139 m), à l'est se trouvent les monts Babatag (jusqu'à 2 290 m) et au sud la vallée de l'Amou-Daria.
Le climat est aride au sud avec un climat désertique, et devient subtropical en allant vers le nord (ville d'Ouzoun). La température moyenne de janvier est de +3 °С, en juillet, elle est de +30 °C. Dans les plaines, les précipitations varient de 130 mm à 360 mm par an, tandis que dans les régions montagneuses, elles vont de 440 mm à 620 mm.
La région possède des gisements de pétrole, de gaz, de charbon, de sel, de gypse et de divers minerais.

## Subdivisions administratives

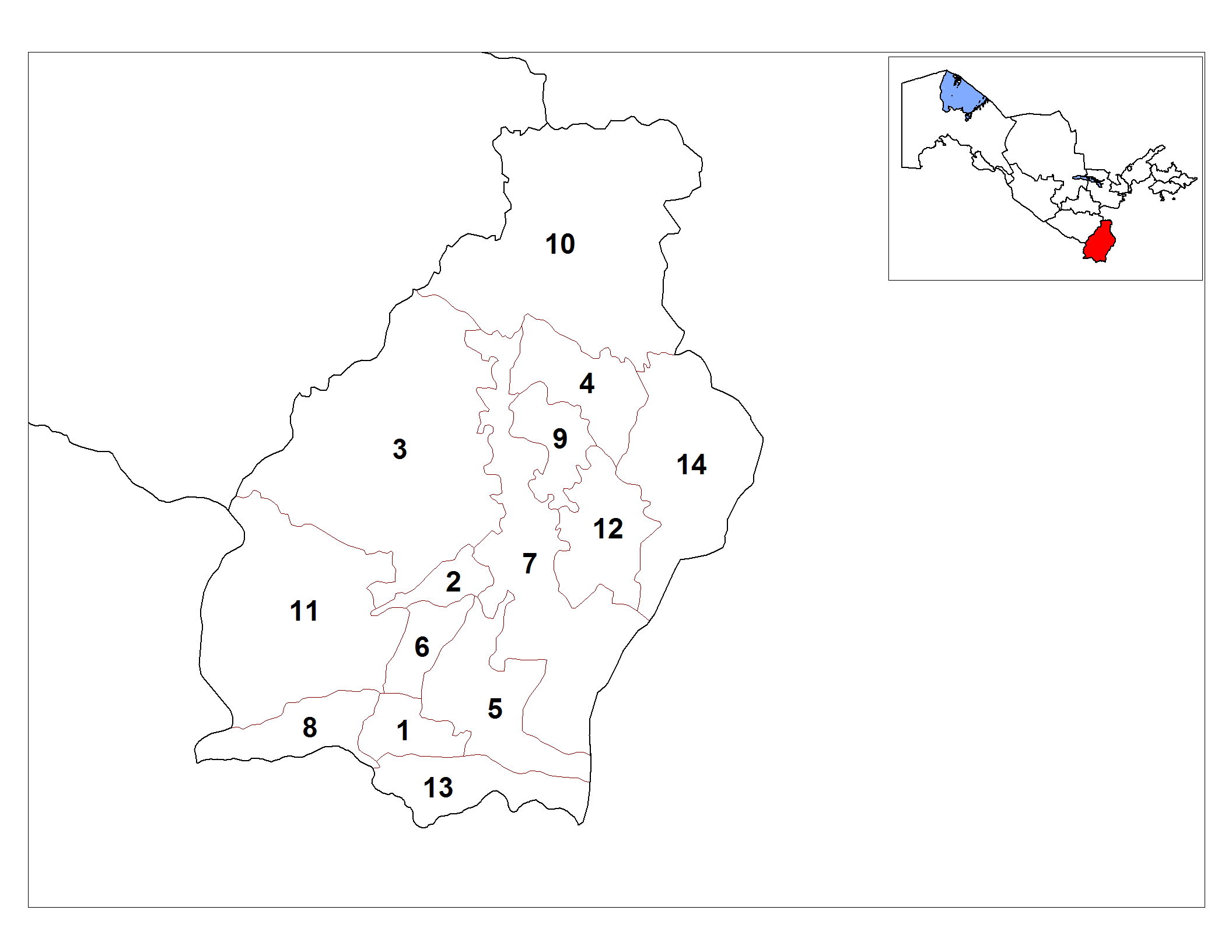
Carte administrative

La province est divisée en quatorze districts:
- District d'Altynssaï (9) — chef-lieu: village de Karlouk
- District d'Angor (1) — village d'Angor
- District de Baïssoun (3) — ville de Baïssoun
- District de Kyziryk (avant 2010 — de Bandikhan) (2) — ville de Bandikhon
- District de Denaou (4) — ville de Denaou
- District de Djarkourgan (5) — ville de Djarkourgan
- District de Kizirik (6) — village de Sarik
- District de Koumkourgan (7) — ville de Koumkourgan
- District de Mouzrabad (avant 1992 — district de Gagarine) (8) — localité de type urbain de Khalkabad
- District de Sariassiya (10) — village de Sariassiya
- District de Termez (13) — village d'Outchkizil
- District d'Ouzoun (14) — village d'Ouzoun
- District de Cherabad (11) — ville de Cherabad
- District de Chourtchi (12) — ville de Chourtchi

Chef-lieu administratif de la province: ville de Termez.

## Population
Selon le recensement de 2010, la population était de 2 052 000 habitants. Les Ouzbeks au sens ethnique représentent 82,9 %, les Tadjiks 12,5 %, les Turkmènes 1,3 %, les Russes 1,2 %, les Tatars, 0,4 %, etc.

## Dirigeants
| Nom                     | de               | à                |
| ----------------------- | ---------------- | ---------------- |
| Hakim Berdiyev          | 1992             | 1993             |
| Botir Mahmudov          | 1993             | 1993             |
| Joʻra Noraliyev         | 1993             | 23 mars 2000,    |
| Baxtiyor Olimjonov      | 23 mars 2000     | 21 février 2002  |
| Toshmirzo Qodirov       | 21 février 2002, | 1er juin 2004    |
| Abdulhakim Eshmurodov   | 1er juin 2004    | 25 mars 2008     |
| Turobjon Jo‘rayev       | 25 mars 2008     | Décembre 2011    |
| Normoʻmin Choriyev      | Décembre 2011,   | 19 décembre 2013 |
| Eshdavlat Jo‘rayev      | 19 décembre 2013 | 17 décembre 2014 |
| Tojimurod Mamaraimov    | 8 janvier 2015   | 16 décembre 2016 |
| Erkin Turdimov          | 16 décembre 2016 | 13 juillet 2018  |
| Bahodir Poʻlatov        | 13 juillet 2018  | 2 avril 2019     |
| Toʻra Bobolov (intérim) | 2 avril 2019     | actuel           |